# Forest of Dean (distretto)
Forest of Dean è un distretto inglese del Gloucestershire, nel Regno Unito.
La sede è a Coleford.
Il distretto fu istituito il 1º aprile 1974 a seguito del Local Government Act 1972 dalla fusione dei distretti rurali di East Dean, Lydney, Northleach, Newent e West Dean.

## Parrocchie civili
- Alvington
- Awre
- Aylburton
- Blaisdon
- Bromesberrow
- Churcham
- Cinderford
- Cliffords Mesne
- Coleford
- Corse
- Drybrook
- Dymock
- English Bicknor
- Gorsley and Kilcot
- Hartpury
- Hewelsfield and Brockweir
- Huntley
- Kempley
- Littledean
- Longhope
- Lydbrook
- Lydney
- Mitcheldean
- Newent
- Newland
- Newnham
- Oxenhall
- Pauntley
- Redmarley D'Abitot
- Ruardean
- Rudford and Highleadon
- Ruspidge and Soudley
- St Briavels
- Staunton
- Staunton Coleford
- Taynton
- Tibberton
- Tidenham
- Upleadon
- Westbury-on-Severn
- West Dean
- Woolaston